# Пауль Штурценеггер
Пауль Штурценеггер (нім. Paul Sturzenegger, 7 червня 1902, Росаріо — 19 травня 1970, Лугано) — швейцарський футболіст, що грав на позиції нападника. Відомий за виступами в клубах «Цюрих», в складі якого став чемпіоном Швейцарії, та «Лугано», у складі якого став володарем Кубка Швейцарії, а також національну збірну Швейцарії, у складі якої став срібним призером Олімпійських ігор 1924 року. По закінченні виступів на футбольних полях — швейцарський футбольний тренер.

## Клубна кар'єра
Пауль Штурценеггер народився в аргентинському місті Росаріо, де на той час проживала його родина. Пізніше сім'я повернулась до Швейцарії, де Штурценеггер і розпочав займатися футболом. Спочатку він грав у команді «Цюрих Інтернешнл», а в 1919 році перейшов до клубу «Цюрих», у складі якого в сезоні 1923—1924 років став чемпіоном Швейцарії.
У 1924 році Штурценеггер перейшов до клубу «Лугано», за який грав до 1932 року, та став у його складі в сезоні 1930—1931 років володарем Кубка Швейцарії. Забив два голи у півфінальному матчі проти «Уранії» (3:1) і один у фіналі у ворота «Грассгоппера» (2:1). Завершив професійну кар'єру футболіста виступами за команду «Лугано» у 1932 році. Пізніше, у 1942—1944 роках Штурценеггер був головним тренером команди «Лугано». Загалом протягом виступів на футбольних полях Штурценеггер забив 426 голів у 458 іграх чемпіонату за команди «Цюрих» та «Лугано».

## Виступи за збірну
У 1922 року Пауль Штурценеггер дебютував у складі національної збірної Швейцарії. У складі збірної був учасником футбольного турніру на Олімпійських іграх 1924 року у Парижі, де разом з командою здобув «срібло». Участь Штурценеггера в Олімпіаді затьмарилась скандалом, оскільки на півфінальний та фінальним матч його залишили на лаві запасних, віддавши перевагу Роберу Пашу з клубу «Серветт», який тренував одночасно із збірною країни Тедді Дакворт.
Загалом протягом кар'єри у національній команді, в якій грав до 1930 року, провів у її формі 15 матчів, забивши 10 голів.
Помер Пауль Штурценеггер 19 травня 1970 року на 68-му році життя в місті Лугано.

## Титули і досягнення
- Чемпіон Швейцарії (1):

«Цюрих»: 1923–1924
- Володар Кубка Швейцарії (1):

«Лугано»: 1930–1931
- Срібний олімпійський призер: 1924